# Herb powiatu wysokomazowieckiego

Herb powiatu wysokomazowieckiego w latach 2002-2015

Herb powiatu wysokomazowieckiego – jeden z symboli powiatu wysokomazowieckiego, ustanowiony 5 października 2002, ze zmianą 26 stycznia 2015.

## Wygląd i symbolika
Herb przedstawia na tarczy w polu czerwonym srebrną rzekę w pas, nad którą pół orła srebrnego ze złotym dziobem  i złotymi przepaskami zakończonymi trójliśćmi, pod nią złoty krzyż kawalerski.